# Hráčské statistiky Andyho Murrayho
Hráčské statistiky Andyho Murrayho, skotského profesionálního tenisty, zahrnují výsledky jeho tenisové kariéry. Andy Murray na okruhu ATP Tour vyhrál čtyřicet šest turnajů ve dvouhře a pětadvacetkrát odešel jako poražený finalista. Ve čtyřhře si připsal tři trofeje a dvakrát zaznamenal finálovou prohru. Na challengerech ATP a okruhu ITF získal deset titulů ve dvouhře. Jeho starším bratrem je bývalá světová jednička ve čtyřhře Jamie Murray.
Na londýnských Hrách XXX. Letní olympiády reprezentoval Spojené království. Po výhře nad Federerem získal zlatou medaili ve dvouhře a stal se prvním mužským olympijským vítězem Velké Británie v tenisu za předešlých téměř sto let. Spolu s Laurou Robsonovou přidali ve smíšené čtyřhře stříbrný olympijský kov. Předtím na LOH 2008 v Pekingu prohrál v singlu již v úvodním kole s Lu Jan-sunem a v deblu došel s bratrem Jamie Murraym pouze do druhého kola. Na zahajovacím ceremoniálu Letních olympijských her 2016 v Riu de Janeiru byl vlajkonoškem britské výpravy. V singlové soutěži obhájil trofej po výhře nad Argentincem Juanem Martínem del Potrem. Stal se tak prvním tenistou historie, který získal druhou zlatou olympijskou medaili z dvouhry. V listopadu přidal titul z londýnského Turnaje mistrů 2016.

## Finále velkých turnajů

### Grand Slam

#### Mužská dvouhra: 11 (3–8)
| Stav      | Rok  | Turnaj              | Povrch | Soupeř ve finále | Výsledek                       |
| --------- | ---- | ------------------- | ------ | ---------------- | ------------------------------ |
| Finalista | 2008 | US Open             | tvrdý  | Roger Federer    | 2–6, 5–7, 2–6                  |
| Finalista | 2010 | Australian Open     | tvrdý  | Roger Federer    | 3–6, 4–6, 6–7(11–13)           |
| Finalista | 2011 | Australian Open (2) | tvrdý  | Novak Djoković   | 4–6, 2–6, 3–6                  |
| Finalista | 2012 | Wimbledon           | tráva  | Roger Federer    | 6–4, 5–7, 3–6, 4–6             |
| Vítěz     | 2012 | US Open             | tvrdý  | Novak Djoković   | 7–6(12–10), 7–5, 2–6, 3–6, 6–2 |
| Finalista | 2013 | Australian Open (3) | tvrdý  | Novak Djoković   | 7–6(7–2), 6–7(3–7), 3–6, 2–6   |
| Vítěz     | 2013 | Wimbledon           | tráva  | Novak Djoković   | 6–4, 7–5, 6–4                  |
| Finalista | 2015 | Australian Open (4) | tvrdý  | Novak Djoković   | 6–7(5–7), 7–6(7–4), 3–6, 0–6   |
| Finalista | 2016 | Australian Open (5) | tvrdý  | Novak Djoković   | 1–6, 5–7, 6–7(3–7)             |
| Finalista | 2016 | French Open         | antuka | Novak Djoković   | 6–3, 1–6, 2–6, 4–6             |
| Vítěz     | 2016 | Wimbledon (2)       | tráva  | Milos Raonic     | 6–4, 7–6(7–3), 7–6(7–2)        |

### Turnaj mistrů

#### Dvouhra: 1 (1–0)
| Stav  | Rok  | Místo konání               | Povrch       | Soupeř ve finále | Výsledek |
| ----- | ---- | -------------------------- | ------------ | ---------------- | -------- |
| Vítěz | 2016 | Londýn, Spojené království | tvrdý (hala) | Novak Djoković   | 6–3, 6–4 |

### Série Masters 1000

#### Dvouhra: 21 (14–7)
| Výsledek                | Rok  | Turnaj                        | Povrch    | Soupeř ve finále      | Výsledek                |
| ----------------------- | ---- | ----------------------------- | --------- | --------------------- | ----------------------- |
| Vítěz                   | 2008 | Cincinnati, Spojené státy     | tvrdý     | Novak Djoković        | 7–6(7–4), 7–6(7–5)      |
| Vítěz                   | 2008 | Madrid, Španělsko             | tvrdý (h) | Gilles Simon          | 6–4, 7–6(8–6)           |
| Finalista               | 2009 | Indian Wells, Spojené státy   | tvrdý     | Rafael Nadal          | 1–6, 2–6                |
| Vítěz                   | 2009 | Miami, Spojené státy          | tvrdý     | Novak Djoković        | 6–2, 7–5                |
| Vítěz                   | 2009 | Montreal, Kanada              | tvrdý     | Juan Martín del Potro | 6–7(4–7), 7–6(7–3), 6–1 |
| Vítěz                   | 2010 | Toronto, Kanada (2)           | tvrdý     | Roger Federer         | 7–5, 7–5                |
| Vítěz                   | 2010 | Šanghaj, Čína                 | tvrdý     | Roger Federer         | 6–3, 6–2                |
| Vítěz                   | 2011 | Cincinnati, Spoejné státy (2) | tvrdý     | Novak Djoković        | 6–4, 3–0(skreč)         |
| Vítěz                   | 2011 | Šanghaj, Čína (2)             | tvrdý     | David Ferrer          | 7–5, 6–4                |
| Finalista               | 2012 | Miami, Spojené státy          | tvrdý     | Novak Djoković        | 1–6, 6–7(4–7)           |
| Finalista               | 2012 | Šanghaj, Čína                 | tvrdý     | Novak Djoković        | 7–5, 6–7(11–13), 3–6    |
| Vítěz                   | 2013 | Miami, Spojené státy (2)      | tvrdý     | David Ferrer          | 2–6, 6–4, 7–6(7–1)      |
| Finalista               | 2015 | Miami, Spojené státy (2)      | tvrdý     | Novak Djoković        | 6–7(3–7), 6–4, 0–6      |
| Vítěz                   | 2015 | Madrid, Španělsko             | antuka    | Rafael Nadal          | 6–3, 6–2                |
| Vítěz                   | 2015 | Montreal, Kanada (3)          | tvrdý     | Novak Djoković        | 6–4, 4–6, 6–3           |
| Finalista               | 2015 | Paříž, France                 | tvrdý (h) | Novak Djoković        | 2–6, 4–6                |
| Finalista               | 2016 | Madrid, Španělsko             | antuka    | Novak Djoković        | 2–6, 6–3, 3–6           |
| Vítěz                   | 2016 | Řím, Itálie                   | antuka    | Novak Djoković        | 6–3, 6–3                |
| Finalista               | 2016 | Cincinnati, Spojené státy     | tvrdý     | Marin Čilić           | 4–6, 5–7                |
| Vítěz                   | 2016 | Šanghaj, Čína (3)             | tvrdý     | Roberto Bautista Agut | 7–6(7–1), 6–1           |
| Vítěz                   | 2016 | Paříž, Francie                | tvrdý (h) | John Isner            | 6–3, 6–7(4–7), 6–4      |
| – antuka – tvrdý povrch |      |                               |           |                       |                         |

#### Čtyřhra: 1 (0–1)
| Výsledek  | Rok  | Turnaj           | Povrch | Spoluhráč     | Soupeř ve finále            | Výsledek      |
| --------- | ---- | ---------------- | ------ | ------------- | --------------------------- | ------------- |
| Finalista | 2013 | Montréal, Kanada | tvrdý  | Colin Fleming | Alexander Peya Bruno Soares | 4–6, 6–7(4–7) |

### Utkání o olympijské medaile

#### Mužská dvouhra: 2 (2 zlata)
| Výsledek | Rok  | Turnaj                     | Povrch | Soupeř ve finále      | Výsledek           |
| -------- | ---- | -------------------------- | ------ | --------------------- | ------------------ |
| Zlato    | 2012 | Londýn, Spojené království | tráva  | Roger Federer         | 6–2, 6–1, 6–4      |
| Zlato    | 2016 | Rio de Janeiro, Brazílie   | tvrdý  | Juan Martín del Potro | 7–5, 4–6, 6–2, 7–5 |

#### Smíšená čtyřhra: 1 (1 stříbro)
| Výsledek | Rok  | Turnaj                     | Povrch | Spoluhráčka     | Soupeři                        | Výsledek         |
| -------- | ---- | -------------------------- | ------ | --------------- | ------------------------------ | ---------------- |
| Stříbro  | 2012 | Londýn, Spojené království | tráva  | Laura Robsonová | Viktoria Azarenková Max Mirnyj | 6–2, 3–6, [8–10] |

### Finále soutěží družstev: 2 (1–1)
| Stav      | Č. | Datum                  | Soutěž                      | Povrch    | Spoluhráči                          | Finalisté                                                  | Výsledek | Zdroj |
| --------- | -- | ---------------------- | --------------------------- | --------- | ----------------------------------- | ---------------------------------------------------------- | -------- | ----- |
| Finalista | 1. | 9. ledna 2010          | Hopman Cup Perth, Austrálie | tvrdý (h) | Laura Robsonová                     | MJ Martínezová Sánchezová Tommy Robredo                    | 1–2      | [ 5 ] |
| Vítěz     | 1. | 27.–29. listopadu 2015 | Davis Cup, Gent, Belgie     | antuka    | Jamie Murray Kyle Edmund James Ward | David Goffin Steve Darcis Ruben Bemelmans Kimmer Coppejans | 3–1      | [ 6 ] |

## Finále na okruhu ATP Tour
| Legenda (před/od 2009)                                      |
| D – dvouhra; Č – čtyřhra                                    |
| Grand Slam (3–8 D)                                          |
| Letní olympijské hry (2–0 D)                                |
| Tennis Masters Cup / Turnaj mistrů (1–0 D)                  |
| ATP Masters Series / ATP Tour Masters 1000 (14–7 D; 0–1 Č)  |
| ATP International Series Gold / ATP Tour 500 (9–1 D; 2–0 Č) |
| ATP International Series / ATP Tour 250 (17–9 D; 0–1 Č)     |

| Tituly dle povrchu     |
| ---------------------- |
| tvrdý (34–21 D; 2–2 Č) |
| antuka (3–2 D)         |
| tráva (8–2 D)          |
| koberec (1–0 D)        |

| Tituly dle prostředí   |
| ---------------------- |
| venku (31–22 D; 1–1 Č) |
| hala (15–3 D; 1–1 Č)   |

### Dvouhra: 71 (46–25)
| Stav      | č.  | datum              | turnaj                                    | povrch      | soupeř ve finále      | výsledek                       | zdroj  |
| --------- | --- | ------------------ | ----------------------------------------- | ----------- | --------------------- | ------------------------------ | ------ |
| Finalista | 1.  | 1. října 2005      | Bangkok, Thajsko                          | tvrdý (h)   | Roger Federer         | 3–6, 5–7                       | [ 7 ]  |
| Vítěz     | 1.  | 19. února 2006     | San José, Spojené státy                   | tvrdý (h)   | Lleyton Hewitt        | 2–6, 6–1, 7–6(7–3)             | [ 8 ]  |
| Finalista | 2.  | 6. srpna 2006      | Washington, D.C., Spojené státy           | tvrdý       | Arnaud Clément        | 6–7(4–7), 2–6                  |        |
| Finalista | 3.  | 6. ledna 2007      | Dauhá, Katar                              | tvrdý       | Ivan Ljubičić         | 4–6, 4–6                       |        |
| Vítěz     | 2.  | 18. února 2007     | San José, Spojené státy (2)               | tvrdý (h)   | Ivo Karlović          | 6–7(3–7), 6–4, 7–6(7–2)        | [ 9 ]  |
| Finalista | 4.  | 7. října 2007      | Mety, Francie                             | tvrdý (h)   | Tommy Robredo         | 6–0, 2–6, 3–6                  |        |
| Vítěz     | 3.  | 28. října 2007     | Petrohrad, Rusko                          | koberec (h) | Fernando Verdasco     | 6–2, 6–3                       |        |
| Vítěz     | 4.  | 5. ledna 2008      | Dauhá, Katar                              | tvrdý       | Stanislas Wawrinka    | 6–4, 4–6, 6–2                  | [ 10 ] |
| Vítěz     | 5.  | 17. února 2008     | Marseille, Francie                        | tvrdý (h)   | Mario Ančić           | 6–3, 6–4                       | [ 10 ] |
| Vítěz     | 6.  | 3. srpna 2008      | Cincinnati, Spojené státy                 | tvrdý       | Novak Djoković        | 7–6(7–4), 7–6(7–5)             | [ 10 ] |
| Finalista | 5.  | 8. září 2008       | US Open, New York, Spojené státy          | tvrdý       | Roger Federer         | 2–6, 5–7, 2–6                  | [ 11 ] |
| Vítěz     | 7.  | 19. října 2008     | Madrid, Španělsko                         | tvrdý (h)   | Gilles Simon          | 6–4, 7–6(8–6)                  | [ 10 ] |
| Vítěz     | 8.  | 26. října 2008     | Petrohrad, Rusko (2)                      | tvrdý (h)   | Andrej Golubjev       | 6–1, 6–1                       |        |
| Vítěz     | 9.  | 10. ledna 2009     | Dauhá, Katar (2)                          | tvrdý       | Andy Roddick          | 6–4, 6–2                       | [ 12 ] |
| Vítěz     | 10. | 15. února 2009     | Rotterdam, Nizozemsko                     | tvrdý (h)   | Rafael Nadal          | 6–3, 4–6, 6–0                  | [ 13 ] |
| Finalista | 6.  | 22. března 2009    | Indian Wells, Spojené státy               | tvrdý       | Rafael Nadal          | 1–6, 2–6                       | [ 14 ] |
| Vítěz     | 11. | 5. dubna 2009      | Miami, Spojené státy                      | tvrdý       | Novak Djoković        | 6–2, 7–5                       |        |
| Vítěz     | 12. | 14. června 2009    | Londýn, Queens, Spojené království        | tráva       | James Blake           | 7–5, 6–4                       | [ 15 ] |
| Vítěz     | 13. | 16. srpna 2009     | Montréal, Kanada                          | tvrdý       | Juan M. del Potro     | 6–7(4–7), 7–6(7–3), 6–1        | [ 16 ] |
| Vítěz     | 14. | 8. listopadu 2009  | Valencie, Španělsko                       | tvrdý (h)   | Michail Južnyj        | 6–3, 6–2                       | [ 17 ] |
| Finalista | 7.  | 31. ledna 2010     | Australian Open, Melbourne, Austrálie     | tvrdý       | Roger Federer         | 3–6, 4–6, 6–7(11–13)           | [ 18 ] |
| Finalista | 8.  | 1. srpna 2010      | Los Angeles, Spojené státy                | tvrdý       | Sam Querrey           | 7–5, 6–7(2–7), 3–6             | [ 19 ] |
| Vítěz     | 15. | 15. srpna 2010     | Toronto, Kanada (2)                       | tvrdý       | Roger Federer         | 7–5, 7–5                       | [ 20 ] |
| Vítěz     | 16. | 17. října 2010     | Šanghaj, Čína                             | tvrdý       | Roger Federer         | 6–3, 6–2                       | [ 21 ] |
| Finalista | 9.  | 30. ledna 2011     | Australian Open, Melbourne, Austrálie (2) | tvrdý       | Novak Djoković        | 4–6, 2–6, 3–6                  |        |
| Vítěz     | 17. | 12. června 2011    | Londýn, Queens, Spojené království (2)    | tráva       | Jo-Wilfried Tsonga    | 3–6, 7–6(7–2), 6–4             |        |
| Vítěz     | 18. | 21. srpna 2011     | Cincinnati, Spojené státy (2)             | tvrdý       | Novak Djoković        | 6–4, 3–0skreč                  |        |
| Vítěz     | 19. | 2. října 2011      | Bangkok, Thajsko                          | tvrdý (h)   | Donald Young          | 6–2, 6–0                       |        |
| Vítěz     | 20. | 9. října 2011      | Tokio, Japonsko                           | tvrdý       | Rafael Nadal          | 3–6, 6–2, 6–0                  |        |
| Vítěz     | 21. | 16. října 2011     | Šanghaj, Čína (2)                         | tvrdý       | David Ferrer          | 7–5, 6–4                       |        |
| Vítěz     | 22. | 8. ledna 2012      | Brisbane, Austrálie                       | tvrdý       | Alexandr Dolgopolov   | 6–1, 6–3                       |        |
| Finalista | 10. | 3. března 2012     | Dubaj, SAE                                | tvrdý       | Roger Federer         | 5–7, 4–6                       |        |
| Finalista | 11. | 1. dubna 2012      | Miami, Spojené státy                      | tvrdý       | Novak Djoković        | 1–6, 6–7(4–7)                  |        |
| Finalista | 12. | 8. července 2012   | Wimbledon, Londýn, Spojené království     | tráva       | Roger Federer         | 6–4, 5–7, 3–6, 4–6             | [ 22 ] |
| Vítěz     | 23. | 5. srpna 2012      | LOH – Londýn, Spojené království          | tráva       | Roger Federer         | 6–2, 6–1, 6–4                  | [ 23 ] |
| Vítěz     | 24. | 9. září 2012       | US Open, New York, Spojené státy          | tvrdý       | Novak Djoković        | 7–6(12–10), 7–5, 2–6, 3–6, 6–2 | [ 24 ] |
| Finalista | 13. | 14. října 2012     | Šanghaj, Čína                             | tvrdý       | Novak Djoković        | 7–5, 6–7(11–13), 3–6           |        |
| Vítěz     | 25. | 6. ledna 2013      | Brisbane, Austrálie (2)                   | tvrdý       | Grigor Dimitrov       | 7–60, 6–4                      |        |
| Finalista | 14. | 27. ledna 2013     | Australian Open, Melbourne, Austrálie (3) | tvrdý       | Novak Djoković        | 7–62, 63–7, 3–6, 2–6           | [ 25 ] |
| Vítěz     | 26. | 31. března 2013    | Miami, Spojené státy (2)                  | tvrdý       | David Ferrer          | 1–6, 6–4, 7–6 7–1              |        |
| Vítěz     | 27. | 16. června 2013    | Londýn, Queens, Spojené království (3)    | tráva       | Marin Čilić           | 5–7, 7–5, 6–3                  |        |
| Vítěz     | 28. | 7. července 2013   | Wimbledon, Londýn, Spojené království     | tráva       | Novak Djoković        | 7–5, 6–4, 6–4                  |        |
| Vítěz     | 29. | 28. září 2014      | Šen-čen, Čína                             | tvrdý       | Tommy Robredo         | 5–7, 7–6(11–9), 6–1            | [ 26 ] |
| Vítěz     | 30. | 19. října 2014     | Vídeň, Rakousko                           | tvrdý (h)   | David Ferrer          | 5–7, 6–2, 7–5                  | [ 27 ] |
| Vítěz     | 31. | 26. října 2014     | Valencie, Španělsko (2)                   | tvrdý (h)   | Tommy Robredo         | 3–6, 7–6(9–7), 7–6(10–8)       |        |
| Finalista | 15. | 1. února 2015      | Australian Open, Melbourne, Austrálie (4) | tvrdý       | Novak Djoković        | 6–7(5–7), 7–6(7–4), 3–6, 0–6   | [ 28 ] |
| Finalista | 16. | 5. dubna 2015      | Miami, Spojené státy (2)                  | tvrdý       | Novak Djoković        | 6–7(3–7), 6–4, 0–6             | [ 29 ] |
| Vítěz     | 32. | 4. května 2015     | Mnichov, Německo                          | antuka      | Philipp Kohlschreiber | 7–6(7–4), 5–7, 7–6(7–4)        |        |
| Vítěz     | 33. | 10. května 2015    | Madrid, Španělsko (2)                     | antuka      | Rafael Nadal          | 6–3, 6–2                       |        |
| Vítěz     | 34. | 21. června 2015    | Londýn, Queens, Spojené království (4)    | tráva       | Kevin Anderson        | 6–3, 6–4                       |        |
| Vítěz     | 35. | 16. srpna 2015     | Montréal, Kanada                          | tvrdý       | Novak Djoković        | 6–4, 4–6, 6–3                  |        |
| Finalista | 17. | 8. listopadu 2015  | Paříž, Francie                            | tvrdý (h)   | Novak Djoković        | 2–6, 4–6                       | [ 30 ] |
| Finalista | 18. | 31. ledna 2016     | Australian Open, Melbourne, Austrálie (5) | tvrdý       | Novak Djoković        | 1–6, 5–7, 6–7(3–7)             | [ 31 ] |
| Finalista | 19. | 8. května 2016     | Madrid, Španělsko                         | antuka      | Novak Djoković        | 2–6, 6–3, 3–6                  | [ 32 ] |
| Vítěz     | 36. | 15. května 2016    | Řím, Itálie                               | antuka      | Novak Djoković        | 6–3, 6–3                       | [ 33 ] |
| Finalista | 20. | 5. června 2016     | French Open, Paříž, Francie               | antuka      | Novak Djoković        | 6–3, 1–6, 2–6, 4–6             | [ 34 ] |
| Vítěz     | 37. | 19. června 2016    | Londýn, Queens, Spojené království (5)    | tráva       | Milos Raonic          | 6–7(5–7), 6–4, 6–3             | [ 35 ] |
| Vítěz     | 38. | 10. července 2016  | Wimbledon, Londýn, Spojené království (2) | tráva       | Milos Raonic          | 6–4, 7–6(7–3), 7–6(7–2)        | [ 36 ] |
| Vítěz     | 39. | 14. srpna 2016     | LOH – Rio de Janeiro, Brazílie            | tvrdý       | Juan Martín del Potro | 7–5, 4–6, 6–2, 7–5             | [ 37 ] |
| Finalista | 21. | 22. srpna 2016     | Cincinnati, Spojené státy                 | tvrdý       | Marin Čilić           | 4–6, 5–7                       |        |
| Vítěz     | 40. | 9. října 2016      | Peking, Čína                              | tvrdý       | Grigor Dimitrov       | 6–4, 7–6(7–2)                  | [ 38 ] |
| Vítěz     | 41. | 16. října 2016     | Šanghaj, Čína (3)                         | tvrdý       | Roberto Bautista Agut | 7–6(7–1), 6–1                  | [ 39 ] |
| Vítěz     | 42. | 30. října 2016     | Vídeň, Rakousko (2)                       | tvrdý (h)   | Jo-Wilfried Tsonga    | 6–3, 7–6(8–6)                  | [ 40 ] |
| Vítěz     | 43. | 6. listopadu 2016  | Paříž, Francie                            | tvrdý (h)   | John Isner            | 6–3, 6–7(4–7), 6–4             | [ 41 ] |
| Vítěz     | 44. | 20. listopadu 2016 | Turnaj mistrů, Londýn, Spojené království | tvrdý (h)   | Novak Djoković        | 6–3, 6–4                       | [ 4 ]  |
| Finalista | 22. | 7. ledna 2017      | Dauhá, Katar (2)                          | tvrdý       | Novak Djoković        | 3–6, 7–5, 4–6                  | [ 42 ] |
| Vítěz     | 45. | 4. března 2017     | Dubaj, Spojené arabské emiráty            | tvrdý       | Fernando Verdasco     | 6–3, 6–2                       | [ 43 ] |
| Vítěz     | 46. | 20. října 2019     | Antverpy, Belgie                          | tvrdý (h)   | Stan Wawrinka         | 3–6, 6–4, 6–4                  |        |
| Finalista | 23. | 10. ledna 2022     | Sydney, Austrálie                         | tvrdý       | Aslan Karacev         | 3–6, 3–6                       | [ 44 ] |
| Finalista | 24. | 12. června 2022    | Stuttgart, Německo                        | tráva       | Matteo Berrettini     | 4–6, 7–5, 3–6                  | [ 45 ] |
| Finalista | 25. | 26. února 2023     | Dauhá, Katar                              | tvrdý       | Daniil Medveděv       | 4–6, 4–6                       | [ 46 ] |

### Čtyřhra: 5 (3–2)
| Stav      | č. | datum             | turnaj                             | povrch    | spoluhráč       | soupeři ve finále              | výsledek               |
| --------- | -- | ----------------- | ---------------------------------- | --------- | --------------- | ------------------------------ | ---------------------- |
| Finalista | 1. | 1. října 2006     | Bangkok, Thajsko                   | tvrdý (h) | Jamie Murray    | Jonatan Erlich Andy Ram        | 2–6, 6–2, [4–10]       |
| Vítěz     | 1. | 7. listopadu 2010 | Valencie, Španělsko                | tvrdý (h) | Jamie Murray    | Maheš Bhúpatí Max Mirnyj       | 7–6(10–8), 5–7, [10–7] |
| Vítěz     | 2. | 9. října 2011     | Tokio, Japonsko                    | tvrdý     | Jamie Murray    | František Čermák Filip Polášek | 6–1, 6–4               |
| Finalista | 2. | 11. srpna 2013    | Montréal, Kanada                   | tvrdý     | Colin Fleming   | Alexander Peya Bruno Soares    | 4–6, 6–7(4–7)          |
| Vítěz     | 3. | 23. června 2019   | Londýn, Queens, Spojené království | tráva     | Feliciano López | Rajeev Ram Joe Salisbury       | 7–6(8–6), 5–7, [10–5]  |

## Finále na challengerech ATP a okruhu Futures
| Legenda                  |
| ------------------------ |
| Challengery (5–1 D; 0 Č) |
| Futures (5–0 D; 0–1 Č)   |

### Dvouhra: 11 (10–1)
| Stav      | č.  | datum         | turnaj                     | povrch     | soupeř ve finále         | výsledek      |
| --------- | --- | ------------- | -------------------------- | ---------- | ------------------------ | ------------- |
| Vítěz     | 1.  | září 200      | Glasgow, Velká Británie    | tvrdý (h)  | Steve Darcis             | 6–3, 3–6, 6–3 |
| Vítěz     | 2.  | srpna 2004    | Xàtiva, Španělsko          | antuka     | Antonio Baldellou-Esteva | 6–2, 6–4      |
| Vítěz     | 3.  | srpna 2004    | Řím, Itálie                | antuka     | Dominique Coene          | 6–0, 6–3      |
| Vítěz     | 4.  | prosince 2004 | Ourense, Španělsko         | tvrdý (h)  | Andis Juška              | 1–6, 6–3, 7–5 |
| Vítěz     | 5.  | prosince 2004 | Pontevedra, Španělsko      | antuka (h) | Nicolas Tourte           | 6–4, 5–7, 7–5 |
| Vítěz     | 6.  | července 2005 | Aptos, Spojené státy       | tvrdá      | Rajeev Ram               | 6–4, 6–3      |
| Vítěz     | 7.  | srpna 2005    | Binghamton, Spojené státy  | tvrdý      | Alejandro Falla          | 7–6(7–3), 6–3 |
| Finalista | 1.  | února 2021    | Biella, Itálie             | tvrdý (h)  | Illja Marčenko           | 2–6, 4–6      |
| Vítěz     | 8.  | května 2023   | Aix En Provence, Francie   | antuka     | Tommy Paul               | 2–6, 6–1, 6–2 |
| Vítěz     | 9.  | červen 2023   | Surbiton, Velká Británie   | tráva      | Jurij Rodionov           | 6–3, 6–2      |
| Vítěz     | 10. | červen 2023   | Nottingham, Velká Británie | tráva      | Arthur Cazaux            | 6–4, 6–4      |

### Čtyřhra: 1 (0–1)
| Stav      | č. | datum     | turnaj                  | povrch    | spoluhráč  | soupeři ve finále          | výsledek           |
| --------- | -- | --------- | ----------------------- | --------- | ---------- | -------------------------- | ------------------ |
| Finalista | 1. | září 2003 | Glasgow, Velká Británie | tvrdý (h) | Guy Thomas | Dan Kiernan David Sherwood | 7–6(7–2), 0–6, 0–6 |

## Chronologie výsledků

### Dvouhra
| Turnaj | 2005           | 2006           | 2007           | 2008  | 2009                 | 2010                 | 2011                 | 2012                 | 2013                 | 2014                 | 2015                 | 2016                 | 2017                 | 2018                 | 2019                 | 2020                 | 2021                 | 2022                 | 2023                 | 2024                 | SR                     | V–P                    | % výher                |
| --- | -------------- | -------------- | -------------- | ----- | -------------------- | -------------------- | -------------------- | -------------------- | -------------------- | -------------------- | -------------------- | -------------------- | -------------------- | -------------------- | -------------------- | -------------------- | -------------------- | -------------------- | -------------------- | -------------------- | ---------------------- | ---------------------- | ---------------------- |
| Grand Slam |                |                |                |       |                      |                      |                      |                      |                      |                      |                      |                      |                      |                      |                      |                      |                      |                      |                      |                      |                        |                        |                        |
| Australian Open | A              | 1R             | 4R             | 1R    | 4R                   | F                    | F                    | SF                   | F                    | ČF                   | F                    | F                    | 4R                   | A                    | 1R                   | A                    | A                    | 2R                   | 3R                   | 1R                   | 0 / 16                 | 51–16                  | 76 %                   |
| French Open | A              | 1R             | A              | 3R    | ČF                   | 4R                   | SF                   | ČF                   | A                    | SF                   | SF                   | F                    | SF                   | A                    | A                    | 1R                   | A                    | A                    | A                    | 1R                   | 0 / 12                 | 39–12                  | 76 %                   |
| Wimbledon | 3R             | 4R             | A              | ČF    | SF                   | SF                   | SF                   | F                    | Vítěz                | ČF                   | SF                   | Vítěz                | ČF                   | A                    | A                    | NH                   | 3R                   | 2R                   | 2R                   | A                    | 2 / 15                 | 61–13                  | 82 %                   |
| US Open | 2R             | 4R             | 3R             | F     | 4R                   | 3R                   | SF                   | Vítěz                | ČF                   | ČF                   | 4R                   | ČF                   | A                    | 2R                   | A                    | 2R                   | 1R                   | 3R                   | 2R                   |                      | 1 / 17                 | 49–16                  | 75 %                   |
| výhry–prohry | 3–2            | 6–4            | 5–2            | 12–4  | 15–4                 | 16–4                 | 21–4                 | 22–3                 | 17–2                 | 17–4                 | 19–4                 | 23–3                 | 12–3                 | 1–1                  | 0–1                  | 1–2                  | 2–2                  | 4–3                  | 4–3                  | 0–2                  | 3 / 60                 | 200–57                 | 78 %                   |
| Turnaj mistrů |                |                |                |       |                      |                      |                      |                      |                      |                      |                      |                      |                      |                      |                      |                      |                      |                      |                      |                      |                        |                        |                        |
| Turnaj mistrů | nekvalifikován | nekvalifikován | nekvalifikován | SF    | ZS                   | SF                   | ZS                   | SF                   | A                    | ZS                   | ZS                   | Vítěz                | nekvalifikoval se    | nekvalifikoval se    | nekvalifikoval se    | nekvalifikoval se    | nekvalifikoval se    | nekvalifikoval se    | nekvalifikoval se    |                      | 1 / 8                  | 16–11                  | 59 %                   |
| ATP Tour Masters 1000 |                |                |                |       |                      |                      |                      |                      |                      |                      |                      |                      |                      |                      |                      |                      |                      |                      |                      |                      |                        |                        |                        |
| Indian Wells | A              | 2R             | SF             | 4R    | F                    | ČF                   | 2R                   | 2R                   | ČF                   | 4R                   | SF                   | 3R                   | 2R                   | A                    | A                    | NH                   | 3R                   | 2R                   | 3R                   | 2R                   | 0 / 16                 | 31–16                  | 66 %                   |
| Miami | A              | 1R             | SF             | 2R    | Vítěz                | 2R                   | 2R                   | F                    | Vítěz                | ČF                   | F                    | 3R                   | A                    | A                    | A                    | NH                   | A                    | 2R                   | 1R                   | 3R                   | 2 / 14                 | 31–12                  | 72 %                   |
| Monte-Carlo | A              | 1R             | A              | 3R    | SF                   | 2R                   | SF                   | ČF                   | 3R                   | A                    | A                    | SF                   | 3R                   | A                    | A                    | NH                   | A                    | A                    | 1R                   | A                    | 0 / 10                 | 15–10                  | 60 %                   |
| Madrid1) | A              | 2R             | 1R             | Vítěz | ČF                   | ČF                   | 3R                   | A                    | ČF                   | 3R                   | Vítěz                | F                    | 3R                   | A                    | A                    | NH                   | A                    | 3R                   | 1R                   | A                    | 1 / 13                 | 23–11                  | 68 %                   |
| Řím | A              | 1R             | 1R             | 2R    | 2R                   | 3R                   | SF                   | 3R                   | 2R                   | ČF                   | 3R                   | Vítěz                | 2R                   | A                    | A                    | A                    | A                    | A                    | 1R                   | A                    | 1 / 13                 | 14–11                  | 56 %                   |
| Toronto / Montréal | A              | SF             | 2R             | SF    | Vítěz                | Vítěz                | 2R                   | 3R                   | 3R                   | ČF                   | Vítěz                | A                    | A                    | A                    | A                    | NH                   | A                    | 1R                   | 3R                   |                      | 3 / 12                 | 28–7                   | 80 %                   |
| Cincinnati | 2R             | ČF             | 1R             | Vítěz | SF                   | ČF                   | Vítěz                | 3R                   | ČF                   | ČF                   | SF                   | F                    | A                    | 1R                   | 1R                   | 3R                   | 2R                   | 2R                   | A                    |                      | 2 / 17                 | 35–15                  | 70 %                   |
| Šanghaj2) | A              | 3R             | 3R             | Vítěz | A                    | Vítěz                | Vítěz                | F                    | A                    | 3R                   | SF                   | Vítěz                | A                    | A                    | 2R                   | nekonal se           | nekonal se           | nekonal se           | 1R                   |                      | 4 / 11                 | 32–7                   | 82 %                   |
| Paříž | A              | 3R             | ČF             | ČF    | 3R                   | ČF                   | ČF                   | 3R                   | A                    | ČF                   | F                    | Vítěz                | A                    | A                    | A                    | A                    | 1R                   | 1R                   | 1R                   |                      | 1 / 13                 | 21–12                  | 64 %                   |
| výhry–prohry | 1–1            | 12–9           | 13–8           | 22–7  | 25–6                 | 20–7                 | 18–7                 | 12–7                 | 15–6                 | 15–8                 | 30–5                 | 27–5                 | 2–4                  | 0–1                  | 1–2                  | 2–1                  | 3–3                  | 5–5                  | 4–7                  | 3–2                  | 14 / 119               | 230–101                | 69 %                   |
| Reprezentace |                |                |                |       |                      |                      |                      |                      |                      |                      |                      |                      |                      |                      |                      |                      |                      |                      |                      |                      |                        |                        |                        |
| Letní olympiáda | nekonala se    | nekonala se    | nekonala se    | ČF    | nekonala se          | nekonala se          | nekonala se          | Zlato                | nekonala se          | nekonala se          | nekonala se          | Zlato                | nekonala se          | nekonala se          | nekonala se          | nekonala se          | A                    | NH                   | NH                   |                      | 2 / 3                  | 12–1                   | 92 %                   |
| Davis Cup | baráž          | 1. skup.       | baráž          | baráž | 1. skup.             | A                    | 2. skup.             | A                    | baráž                | ČF                   | Vítěz                | SF                   | A                    | A                    | SF                   | A                    | A                    | ZS                   | ČF                   |                      | 1 / 6                  | 33–3                   | 92 %                   |
| výhry–prohry | 0–1            | 3–0            | 3–0            | 2–1   | 2–0                  | 0–0                  | 4–0                  | 6–0                  | 2–0                  | 3–1                  | 8–0                  | 9–1                  | 0–0                  | 0–0                  | 1–0                  | 0–0                  | 0–0                  | 1–0                  | 1–0                  | 0–0                  | 3 / 8                  | 44–4                   | 91 %                   |
| Celkové statistiky |                |                |                |       |                      |                      |                      |                      |                      |                      |                      |                      |                      |                      |                      |                      |                      |                      |                      |                      |                        |                        |                        |
| | 2005           | 2006           | 2007           | 2008  | 2009                 | 2010                 | 2011                 | 2012                 | 2013                 | 2014                 | 2015                 | 2016                 | 2017                 | 2018                 | 2019                 | 2020                 | 2021                 | 2022                 | 2023                 | 2024                 | SR                     | V–P                    | % výher                |
| turnaje | 9              | 26             | 16             | 22    | 18                   | 19                   | 18                   | 19                   | 12                   | 21                   | 18                   | 17                   | 11                   | 6                    | 8                    | 4                    | 14                   | 19                   | 18                   | 12                   | 307 turnajových účastí | 307 turnajových účastí | 307 turnajových účastí |
| tituly | 0              | 1              | 2              | 5     | 6                    | 2                    | 5                    | 3                    | 4                    | 3                    | 4                    | 9                    | 1                    | 0                    | 1                    | 0                    | 0                    | 0                    | 0                    | 0                    | 46 vyhraných titulů    | 46 vyhraných titulů    | 67 %                   |
| finále | 1              | 2              | 4              | 6     | 7                    | 4                    | 6                    | 7                    | 5                    | 3                    | 7                    | 13                   | 2                    | 0                    | 1                    | 0                    | 0                    | 2                    | 1                    | 0                    | 71 finálových účastí   | 71 finálových účastí   | 67 %                   |
| tvrdý V–P | 7–4            | 26–14          | 36–12          | 43–10 | 47–6                 | 34–12                | 35–8                 | 35–10                | 26–5                 | 43–14                | 42–12                | 48–6                 | 12–3                 | 6–3                  | 11–7                 | 3–3                  | 12–12                | 17–16                | 15–12                | 5–8                  | 34 / 209               | 503–177                | 74 %                   |
| tráva V–P | 5–3            | 9–4            | 2–0            | 8–1   | 10–1                 | 6–2                  | 9–1                  | 12–2                 | 12–0                 | 5–2                  | 12–1                 | 12–0                 | 4–2                  | 1–2                  | 0–0                  | 0–0                  | 3–2                  | 7–3                  | 1–2                  | 1–2                  | 8 / 39                 | 119–30                 | 80 %                   |
| antuka V–P | 0–2            | 4–5            | 0–2            | 7–5   | 9–4                  | 6–4                  | 12–4                 | 9–4                  | 5–3                  | 11–4                 | 17–1                 | 18–3                 | 9–5                  | 0–0                  | 0–0                  | 0–1                  | 0–0                  | 2–0                  | 0–3                  | 0–2                  | 3 / 55                 | 109–52                 | 68%                    |
| koberec V–P | 2–1            | 1–2            | 5–0            | 0–0   | ATP koberec vyřadila | ATP koberec vyřadila | ATP koberec vyřadila | ATP koberec vyřadila | ATP koberec vyřadila | ATP koberec vyřadila | ATP koberec vyřadila | ATP koberec vyřadila | ATP koberec vyřadila | ATP koberec vyřadila | ATP koberec vyřadila | ATP koberec vyřadila | ATP koberec vyřadila | ATP koberec vyřadila | ATP koberec vyřadila | ATP koberec vyřadila | 1 / 4                  | 8–3                    | 75 %                   |
| výhry–prohry | 14–10          | 40–25          | 43–14          | 58–16 | 66–11                | 46–18                | 56–13                | 56–16                | 43–8                 | 59–20                | 71–14                | 78–9                 | 25–10                | 7–5                  | 11–7                 | 3–4                  | 15–14                | 26–19                | 16–17                | 6–12                 | 46 / 307               | 739–262                | 74 %                   |
| % výher | 58 %           | 62 %           | 75 %           | 78 %  | 86 %                 | 72 %                 | 81 %                 | 78 %                 | 84 %                 | 75 %                 | 84 %                 | 90 %                 | 71 %                 | 58 %                 | 61 %                 | 50 %                 | 52 %                 | 59 %                 | 48 %                 | 33 %                 | 74 %                   | 74 %                   | 74 %                   |
| konečný žebříček | 65.            | 17.            | 11.            | 4.    | 4.                   | 4.                   | 4.                   | 3.                   | 4.                   | 6.                   | 2.                   | 1.                   | 16.                  | 260.                 | 125.                 | 122.                 | 134.                 | 49.                  | 42.                  |                      | 64 538 170 USD         | 64 538 170 USD         | 64 538 170 USD         |
| aktualizováno 29. května 2024 |                |                |                |       |                      |                      |                      |                      |                      |                      |                      |                      |                      |                      |                      |                      |                      |                      |                      |                      |                        |                        |                        |
| 1) – Hamburg Masters v kategorii do roku 2008, od 2009 jej nahradil Madrid Masters hraný na antuce. 2) – Stuttgart Masters v kategorii do roku 2001, mezi lety 2002–2008 jej nahradil Madrid Masters na tvrdém povrchu, od 2009 do kategorie zařazen Shanghai Masters. |                |                |                |       |                      |                      |                      |                      |                      |                      |                      |                      |                      |                      |                      |                      |                      |                      |                      |                      |                        |                        |                        |

### Smíšená čtyřhra
| Turnaj          | 2005        | 2006        | 2007        | 2008        | 2009        | 2010        | 2011        | 2012    | 2013        | 2014        | 2015        | 2016 | 2017        | 2018        | 2019        | 2020        | 2021 | 2023        | 2023        | 2024 | SR    | V–P! |
| --------------- | ----------- | ----------- | ----------- | ----------- | ----------- | ----------- | ----------- | ------- | ----------- | ----------- | ----------- | ---- | ----------- | ----------- | ----------- | ----------- | ---- | ----------- | ----------- | ---- | ----- | ---- |
| Grand Slam      |             |             |             |             |             |             |             |         |             |             |             |      |             |             |             |             |      |             |             |      |       |      |
| Australian Open | A           | A           | A           | A           | A           | A           | A           | A       | A           | A           | A           | A    | A           | A           | A           | A           | A    | A           | A           | A    | 0 / 0 | 0–0  |
| French Open     | A           | A           | A           | A           | A           | A           | A           | A       | A           | A           | A           | A    | A           | A           | A           | NH          | A    | A           | A           | A    | 0 / 0 | 0–0  |
| Wimbledon       | 1R          | 2R          | A           | A           | A           | A           | A           | A       | A           | A           | A           | A    | A           | A           | 3R          | NH          | A    | A           | A           |      | 0 / 3 | 3–3  |
| US Open         | A           | A           | A           | A           | A           | A           | A           | A       | A           | A           | A           | A    | A           | A           | A           | NH          | A    | A           | A           |      | 0 / 0 | 0–0  |
| Reprezentace    |             |             |             |             |             |             |             |         |             |             |             |      |             |             |             |             |      |             |             |      |       |      |
| Letní olympiáda | nekonala se | nekonala se | nekonala se | nekonala se | nekonala se | nekonala se | nekonala se | Stříbro | nekonala se | nekonala se | nekonala se | ČF   | nekonala se | nekonala se | nekonala se | nekonala se | A    | nekonala se | nekonala se |      | 0 / 2 | 4–2  |

## Finanční odměny

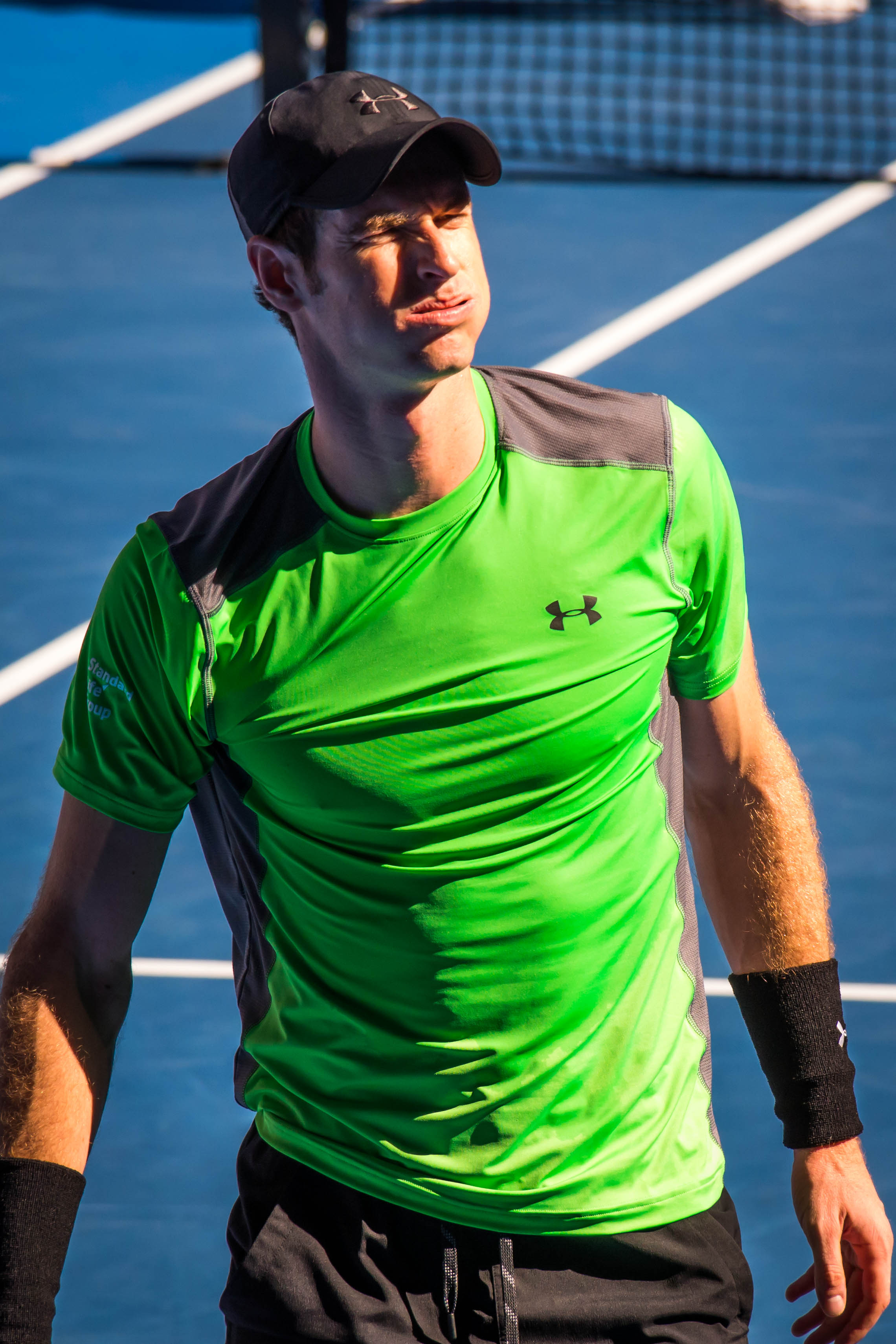
Nejvyšší jednorázovou odměnu k danému datu v tenisu – 2 milióny liber, získal Murray vítězstvím ve Wimbledonu 2016.

| sezóna                          | tituly     | tituly   | tituly | výdělek           | pořadí |
| sezóna                          | Grand Slam | ATP Tour | celkem | (americké dolary) | pořadí |
| ------------------------------- | ---------- | -------- | ------ | ----------------- | ------ |
| 2003                            | 0          | 0        | 0      | 7 609 $           | 599.   |
| 2004                            | 0          | 0        | 0      | 5 380 $           | 731.   |
| 2005                            | 0          | 0        | 0      | 219 490 $         | 105.   |
| 2006                            | 0          | 1        | 1      | 677 802 $         | 26.    |
| 2007                            | 0          | 2        | 2      | 880 905 $         | 21.    |
| 2008                            | 0          | 5        | 5      | 3 705 648 $       | 4.     |
| 2009                            | 0          | 6        | 6      | 4 421 057 $       | 5.     |
| 2010                            | 0          | 2        | 2      | 4 046 805 $       | 4.     |
| 2011                            | 0          | 5        | 5      | 5 180 091 $       | 4.     |
| 2012                            | 1          | 2        | 3      | 5 708 230 $       | 3.     |
| 2013                            | 1          | 3        | 4      | 5 416 221 $       | 3.     |
| 2014                            | 0          | 3        | 3      | 3 918 242 $       | 8.     |
| 2015                            | 0          | 4        | 4      | 8 145 153 $       | 2.     |
| 2016                            | 1          | 8        | 9      | 16 349 701 $      | 1.     |
| 2017                            | 0          | 1        | 1      | 2 092 625 $       | 15.    |
| 2018                            | 0          | 0        | 0      | 212 866 $         | 166.   |
| 2019                            | 0          | 1        | 1      | 497 751 $         | 118.   |
| 2020                            | 0          | 0        | 0      | 249 361           | 139.   |
| 2021                            | 0          | 0        | 0      | 520 937 $         | 101.   |
| 2022                            | 0          | 0        | 0      | 933 978 $         | 60.    |
| 2023                            | 0          | 0        | 0      | 480 269 $         | 72.    |
| Celkem                          | 3          | 43       | 46     | 63 728 554 $      | 4.     |
| Aktualizováno k 12. červnu 2023 |            |          |        |                   |        |